# Borut Petrič
Borut Petrič, slovenski plavalec, * 28. december 1961, Kranj.
S plavanjem se je Borut začel ukvarjati že v mladosti in je že kot mladinec dosegel nekaj pomembnih uspehov.

## Plavalna kariera
- 1975 Tretji na evropskem mladinskem prvenstvu - 1500 prosto
- 1976 Evropski mladinski prvak - 1500 prosto, dvakrat drugi - 400 prosto, 200 delfin. Najmlajši udeleženec OI v zgodovini SFRJ
- 1977 Tretji na evropskem članskem prvenstvu - 1500 prosto
- 1978 Drugi na svetovnem prvenstvu - 1500 prosto
- 1979 Trikrat prvak sredozemskih iger
- 1980 Peti na OI Moskva - 1500 prosto
- 1981 Evropski prvak na 400 prosto, drugi na 1500 prosto
- 1982 Peti na svetovnem prvenstvu - 400 prosto
- 1983 Dvakrat drugi na evropskem prvenstvu - 400 in 1500 prosto

Z rezultatom 3:51,63 je bil do 25. marca 2007 absolutni slovenski rekorder na 400 prosto, še vedno pa drži kar 5 rekordov Slovenije iz leta 1977 za kadete.
Trenutno je Borut Petrič trener PK Jug iz Dubrovnika in Tanje Šmid.